# Диспаша
Диспа́ша (фр. dispache) — розрахунок збитків вантажу, судна і фрахту при спільній аварії, які розподіляються між вантажовласником і судновласником співрозмірно вартості вантажу, судна і фрахту.
Засвідчує наявність спільної аварії та розраховує диспашерний експерт Торгово-промислової палати (диспашер).